# Tutti gli uomini del re (film 2006)
Tutti gli uomini del re (All the King's Men) è un film del 2006 diretto da Steven Zaillian.

## Analisi
Remake della pellicola omonima diretta da Robert Rossen nel 1949. Il film è tratto dall'omonimo romanzo di Robert Penn Warren ispirato alla carriera di Huey Pierce Long, governatore della Louisiana. Il romanzo fu pubblicato nel 1946 e vinse il Premio Pulitzer.

## Trama
Louisiana, fine anni quaranta. Willie Stark è venditore a domicilio nella cittadina di Mason City, dove svolge anche attivismo politico per il Partito Democratico come tesoriere cittadino. Opponendosi alla costruzione di una scuola da parte di una compagnia che sfrutta dipendenti afroamericani sottopagati, che ha vinto l'appalto con la corruzione, si dimette da tesoriere. Qualche tempo dopo, quando la scuola crolla uccidendo 3 bambini, Tiny Duffy, il portaborse del governatore democratico Joe Harrison, convince Stark a candidarsi come governatore. Jack Burden, un cinico giornalista locale, sa bene che Stark è una pedina di Harrison, che vuole utilizzarlo per sottrarre voti al repubblicano McMurphy.
Capito il vile gioco politico, Stark umilia Duffy durante un comizio, candidandosi come indipendente populista, riuscendo a vincere le elezioni governatoriali. Tuttavia, è costretto a scegliere Duffy come vice-governatore (avendo corso da solo alle elezioni) e Sadie Burke come stratega politica. Anche Burden viene assunto come addetto stampa, essendo stato licenziato dal suo giornale, politicamente pro-Harrison, per aver scritto articoli su Stark.
Per più di 3 anni Stark riesce a mantenere il potere, fomentando la lotta contro "i potenti", ovvero banchieri e magnati petroliferi che operano nello stato, aumentando le tassazioni a livelli vertiginosi per finanziare i programmi che aveva promesso. Questo però causa una fuga di capitali dallo stato, con un conseguente impoverimento dei cittadini, che tuttavia continuano a sostenere Stark.
Quest'ultimo è oramai ben distante dallo Stark di un tempo: infatti, ha accettato arroganza e corruzione politica, che afferma di voler usare per aiutare il popolo, e da astemio cattolico è diventato un forte bevitore e donnaiolo.
Questo gli attira lo sfavore del giudice Irwin, padrino e mentore di Burden, che appoggia l'impeachment che i senatori statali conservatori hanno posto contro Stark. Questi allora incarica Burden di indagare sul passato di Irwin, che risulta a tutti come un influente "uomo pulito", mentre inizia una relazione amorosa con Anne Stanton, figlia del defunto popolare governatore Stanton ed ex-fiamma di Burden. Lo scopo di Stark è infatti utilizzare Anne per convincere suo fratello Adam ad accettare di gestire un nuovo ospedale in costruzione, così da portare alcuni senatori dalla sua parte lustrando il suo nome.
Nel frattempo Burden scopre effettivamente che Irwin era un membro del consiglio d'amministrazione di una compagnia petrolifera della Georgia, ed aveva accettato tangenti per salvare la moglie spendacciona dalla bancarotta. Burden affronta quindi Irwin e gli intima di sostenere Stark, ma Irwin si rifiuta di sostenere quello che reputa un pericoloso demagogo, e preferisce suicidarsi che venire infangato.
Quando la madre di Burden lo scopre, rivela distrutta che Irwin era il suo padre biologico, avuto da una relazione clandestina tra i due quando questi era sposato. Burden trova anche un registro dove Irwin annotava e conservava tutte le cose di Burden, inclusi i suoi articoli.
Nel frattempo, Stark viene confermato governatore, essendo fallito l'impeachment nonostante la denuncia di corruzione da parte di McMurphy. Stark si prepara a incontrare i giornalisti nella hall del palazzo Campidoglio, ma viene assassinato a revolverate da Adam Stanton, a sua volta ucciso dalla guardia del corpo di Stark "Sugar Boy".
Nell'epilogo si viene a sapere che l'omicidio era stato istigato da Duffy e Sadie, il primo per l'ambizione di diventare governatore e la seconda per gelosia contro Stark. I due infatti avevano condizionato Adam dicendogli che l'ospedale era una truffa e che lui ne sarebbe stato il capro espiatorio. Tuttavia, non essendoci prove, i due rimangono impuniti.

## Riprese
Il film è stato girato a New Orleans.

## Accoglienza e critica
Nonostante la magistrale interpretazione di Sean Penn, il film incassò solamente 9 milioni di dollari, con una perdita dell'84% del budget inizialmente investito. La rivista Forbes lo ha nominato il più clamoroso insuccesso del quinquennio 2005-2010.

### Edizione italiana
L'edizione italiana del film venne curata dalla Sony Pictures Entertainment Italia, con la direzione del doppiaggio e l'adattamento dei dialoghi curati da Filippo Ottoni assistito da Ivana Fedele e Maria Rita Amari. Il doppiaggio italiano, invece, venne eseguito dalla Technicolor Sound Services con le voci della Sefit-CDC.